# Saloniusz z Genewy
Saloniusz (Salomon) z Genewy (ur. ok. 400 w Lyonie, zm. 28 września po 450 w Genewie) – biskup w diecezji Genewa, pisarz chrześcijański, święty Kościoła katolickiego.
Był pierwszym synem Galli i biskupa Lyonu św. Eucheriusza. Po śmierci matki wraz z bratem św. Weranem, został oddany na wychowanie mnichom z monasteru Lérin na wyspie Lérinum (Île Saint-Honorat, Wyspy Leryńskie). Przebywali tu Hilary i Honorat, późniejsi biskupi Arles i święci.
W 439 roku został wyświęcony na biskupa Genewy. Wraz z ojcem i bratem brał udział w obradach synodu w Orange (441). Wziął też udział w synodzie w Vaison (442) i Arles (450). Wkrótce potem zmarł.
Razem z bratem Weranem, ówczesnym biskupem Vence, oraz  biskupem Grenoble Cerecjuszem (Cérat) skierował list do papieża Leona I z podziękowaniem za odrzucenie herezji Eutychesa.
Św. Eucheriusz zadedykował synowi list oraz dzieła Instructionum libri duo i De gubernatione Dei.
C. Curti i J.A. Endress przypisują Saloniuszowi z Genewy autorstwo Mistycznego wykładu Ewangelii Mateusza i Jana. Inny badacz – J.P. Weiss twierdzi, że pismo to powstało w Niemczech między IX a XI wiekiem.
Wspomnienie liturgiczne św. Saloniusza obchodzone jest w dzienną pamiątkę śmierci.